# نوروز (مجله)
مجله فارسی‌زبان نوروز بین سالهای ۱۹۰۳ و ۱۹۰۴ در تهران منتشر می‌شد. در مجموع ۴۸ شماره از این مجله هفتگی در یک جلد چاپ شد. محتوای این مجله روی مقالات علمی، آموزش و آموزش شغلی در ایران متمرکز است.